# Чвінта
Чвінта (груз. ჭვინთა) — село в Грузії.
За даними перепису населення 2014 року в селі проживає 241 особа.